# The Adventures of Women & Men Without Hate in the 21st Century
The Adventures of Women & Men Without Hate in the 21st Century è il quarto album in studio del gruppo musicale canadese Men Without Hats, pubblicato nell'ottobre 1989, mentre dal 23 aprile 1990 la pubblicazione è avvenuta in Sudafrica.
Qui è inclusa la cover del brano degli ABBA S.O.S., pubblicata nel 1989.

## Tracce
1. In the 21st Century – 6:16
2. Hey Men – 5:04
3. You & Me – 5:44
4. Everybody's Selling Something – 2:54
5. Here Come the '90s – 4:52
6. S.O.S. – 3:58
7. All We Do – 4:47
8. I'm in Love – 4:58
9. Eloise and I – 4:15
10. Underneath the Rainbow – 3:28
11. 21st Century Safety Dance – 5:03